# S/y Bieszczady

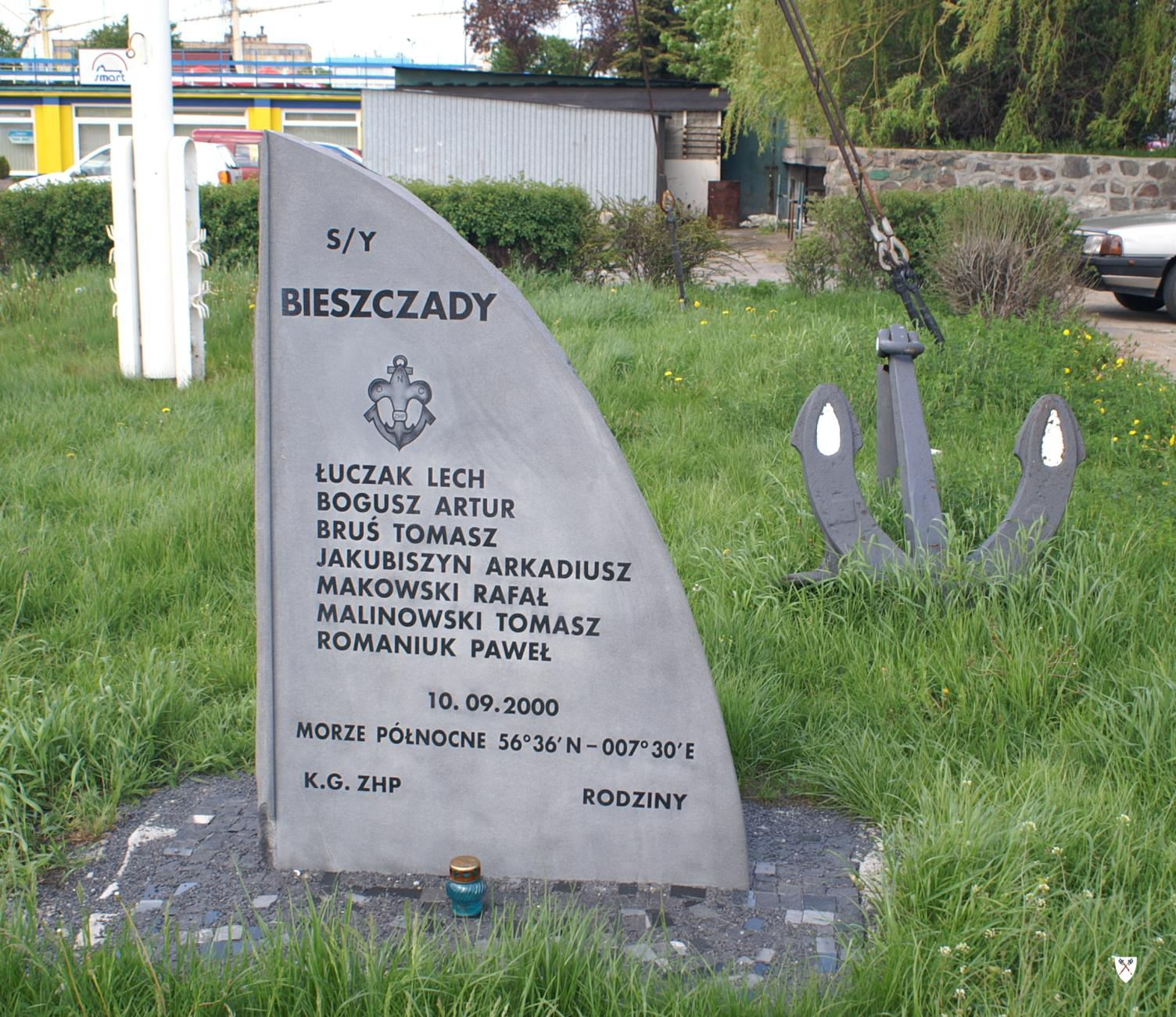
Pomnik pamięci s/y Bieszczady

Bieszczady – jacht żaglowy jol typu Opal, należący do Centrum Wychowania Morskiego ZHP.
Zatonął 10 września 2000 w wyniku kolizji.

## Historia

### Ostatni rejs
Jacht zatonął 10 września 2000 ok. godz. 05:26 w wyniku zderzenia z gazowcem MV Lady Elena na pozycji 56°36,4′N 007°29,7′E/56,606667 7,495000 przy wietrze W ok. 5°B, stanie morza 4 i bardzo dobrej widzialności.
Jacht – rozbity od strony prawej burty gruszką dziobową statku – zatonął wraz z niemal całą załogą. Utonęli: kpt. jacht. Lech Łuczak (kapitan), sternik jacht. Artur Bogusz (I oficer), sternik jacht. Arkadiusz Jakubiszyn (III oficer), sternik jacht. Tomasz Bruś, sternik jacht. Paweł Romaniuk i żeglarz jacht. Rafał Makowski, a zaginął żeglarz jacht. Tomasz Malinowski. Wypadek przeżyła tylko sterniczka jacht. Małgorzata Kądzielewska (II oficer).
Hołd żeglarzom z s/y Bieszczady oddał zespół Banana Boat w swojej piosence "Requiem dla nieznajomych przyjaciół z s/y Bieszczady".

### Orzeczenie
W sprawie zatonięcia jachtu orzekała po raz pierwszy Izba Morska przy Sądzie Okręgowym w Gdańsku z siedzibą w Gdyni. Orzeczeniem z 20 września 2001 stwierdzono, że przyczyną zderzenia była nienależyta obserwacja na obydwu statkach, skutkująca – w przypadku s/y Bieszczady złą oceną sytuacji i zmianą kursu na prowadzący do zderzenia, a w przypadku MV Lady Elena spóźnionym podjęciem działań zapobiegających zderzeniu i winę za wypadek ponoszą w 70% s/y Bieszczady, a w 30% MV Lady Elena. Orzeczenie to zostało jednak uchylone przez Odwoławczą Izbę Morską.
Po ponownym rozpoznaniu sprawy Izba Morska orzeczeniem z 5 grudnia 2006 ustaliła, że przyczyną zderzenia było niepowodzenie manewrów ostatniej chwili, które to manewry spowodowane zostały wcześniejszym brakiem działań jednostek w celu uniknięcia nadmiernego zbliżenia. Prawdopodobnymi przyczynami nadmiernego zbliżenia mogło być:
- po stronie s/y Bieszczady:
  - prowadzenie niewłaściwej obserwacji skutkujące brakiem świadomości zbliżania się MV Lady Elena lub błędną oceną wzajemnej odległości i niepodjęciem działań w celu zasygnalizowania statkowi swojej obecności w sytuacji, gdy miał wątpliwości, czy statek podejmie wystarczające działanie w celu uniknięcia zderzenia
  - ograniczona możliwość wykrycia jachtu wynikająca z wyposażenia w reflektor radarowy niedający echa zapewniającego odpowiednią możliwość wykrycia, a nadto ewentualnego niepalenia się świateł burtowych lub palenia się z niedostateczną jasnością
- po stronie MV Lady Elena: brak świadomości zbliżania się do jachtu wynikający z wysoce ograniczonej możliwości wykrycia jachtu nieoświetlonego właściwie i niosącego niewłaściwy reflektor radarowy lub prowadzenia niewłaściwej obserwacji wzrokowej skutkującej niewykryciem prawidłowo oświetlonego jachtu.

Stwierdzono ponadto, że Urząd Morski w Gdyni dopuścił do żeglugi jacht wyposażony w reflektor radarowy, który nie spełniał wymogów bezpieczeństwa żeglugi statków morskich i bezpieczeństwa życia na morzu.